# Дзядковице (Подляское воеводство)
Дзядковице (пол. Dziadkowice) — деревня в Семятыченском повете Подляского воеводства Польши. Административный центр гмины Дзядковице. По данным переписи 2011 года, в деревне проживало 205 человек.

## География
Деревня расположена на северо-востоке Польши, на расстоянии приблизительно 16 километров к северу от города Семятыче, административного центра повета. Абсолютная высота — 166 метров над уровнем моря. Через Дзядковице проходит национальная автодорога 19.

## История
В конце XVIII века деревня входила в состав Мельникского повета Подляшского воеводства Королевства Польского.
Согласно «Указателю населенным местностям Гродненской губернии, с относящимися к ним необходимыми сведениями», в 1905 году в селе Детковичи проживало 127 человек. В административном отношении деревня входила в состав Семятичской волости Бельского уезда (4-го стана).
В период с 1975 по 1998 годы деревня являлась частью Белостокского воеводства.

## Достопримечательности
- Костёл Пресвятой Троицы, 1802 г.
- Кладбищенская каплица (часовня) Св. Анны, 1826 г.